# Прибиш Анатолій Іванович
Анатолій Іванович Прибиш (нар. 20 липня 1939) — український радянський діяч, 1-й секретар Ленінського райкому КПУ міста Миколаєва, заступник голови Миколаївської обласної ради народних депутатів, 2-й секретар Миколаївського обласного комітету КПУ.

## Біографія
Отримав вищу освіту. 
Вступив до КПРС. Перебував на відповідальній партійній роботі.
На 1982 рік — 1-й секретар Ленінського районного комітету КПУ міста Миколаєва.
На 1984—1985 роки — 2-й секретар Миколаївського міського комітету КПУ.
З квітня 1987 по квітень 1990 року — завідувач промислово-транспортного відділу (відділу оборонної промисловості) Миколаївського обласного комітету КПУ.
У 1990—1994 рр. — депутат Миколаївської обласної ради першого демократичного скликання.
З 6 квітня 1990 року — заступник голови Миколаївської обласної ради народних депутатів.
У січні — серпні 1991 року — 2-й секретар Миколаївського обласного комітету КПУ.
Потім — на пенсії у місті Миколаєві.